# Varchar
varchar 또는 가변 문자 필드(Variable Character Field)는 쉽게 길이를 가늠할 수 없는 문자 데이터이다. varchar라는 용어는 문자와 숫자를 보관할 수 있는 데이터베이스 관리 시스템의 필드(또는 컬럼)의 자료형의 하나이다. Varchar 필드들은 최대 크기로까지 크기를 증가시킬 수 있으며, 그 크기 제한은 데이터베이스에 따라 다양하다: 오라클 11g 데이터베이스는 4000 바이트의 제한이 있으며,  MySQL 5.7 데이터베이스의 경우 전체 로우에 대해 65,535 바이트의 제한을 가지며 마이크로소프트 SQL 서버 2008은 (최대 2기가바이트의 용량을 지니는 varchar(max)를 사용하지 않는 한) 8000바이트의 제한을 지닌다